# Fuertesimalva corniculata
Fuertesimalva corniculata là một loài thực vật có hoa trong họ Cẩm quỳ. Loài này được (Krapov.) Fryxell mô tả khoa học đầu tiên năm 1996.